# John Wittner
Pour les articles homonymes, voir Wittner.
John Wittner, aussi connu comme le Dr John ou Il Dottore, est un ancien dentiste américain, pilote et mécanicien, passionné de moto ancienne.
Le Dr John Wittner est recruté en 1989 par Alejandro de Tomaso, le patron de Moto Guzzi, pour développer des motos. Avec l’ingénieur Umberto Todero, après trois ans de travail dans l’usine de Mandello del Lario, le résultat est un modèle de nouvelle génération, la 1000 Daytona, plus perfectionnée que la Le Mans et toujours dans la plus pure tradition Guzzi (moteur bicylindre en V à 90° à vilebrequin longitudinal, refroidi par air). Les modifications apportées sur le moteur, à huit soupapes et arbre à cames en tête, en font le V-twin routier le plus perfectionné de Guzzi. La partie-cycle est aussi améliorée : cadre poutre en acier rigide, structure en parallélogramme du bras oscillant.